# Cynoglossum creticum
Cynoglossum creticum Mill. és una espècie de planta fanerògama pertanyent a la família de les boraginàcies corrent al Països Catalans.

## Noms comuns
Cynoglossum creticum rep nombrosos noms comuns: llengua de ca, aferragós, avellana torrada, besneula, besneula crètica, cinoglossa, curatalls, herba de gos, joiosa (flor), llapassa, llapassera, llengua d'ovella, llengua de gos, maneula, violera borda, violes bordes, berneula, llengua de cutxo, minyeula, verneula, vesneula, visneula.

## Característiques
És una planta herbàcia vivaç bianual amb tija erecta i flors amb quatre pètals clapejats de color lila. Aconsegueix els 20-80 cm d'alçada. En el primer any de creixement, apareix només una roseta amb fulles lanceolades, espesses, suaus i peludes. En el segon any apareix la inflorescència.

## Distribució
Té una distribució mediterrània, incloent-hi Catalunya, Balears i País Valencià.